# Edward Almond
Edward Mallory „Ned“ Almond (* 12. Dezember 1892 in Luray, Page County, Virginia; † 11. Juni 1979 in Anniston, Calhoun County, Alabama) war ein US-amerikanischer Offizier der US-Army, der als Generalleutnant zwischen 1950 und 1951 Kommandierender General des im Koreakrieg eingesetzten X. Korps und für die Operation Chromite genannte Landung bei Incheon verantwortlich war. Danach war er von 1951 bis 1952 Kommandant des US Army War College sowie zuletzt zwischen 1952 und 1953 Kommandierender General der Carlisle Barracks.

## Leben

### Offiziersausbildung, Erster Weltkrieg und Zwischenkriegszeit
Edward Mallory Almond begann nach dem Schulbesuch eine Ausbildung am Virginia Military Institute (VMI) in Lexington, die er 1915 abschloss. Im November 1916 wurde er als Leutnant (Second Lieutenant) der Infanterie in die US-Army übernommen und erhielt 1917 seine Beförderung zum Oberleutnant (First Lieutenant). Nach dem Eintritt der Vereinigten Staaten in den Ersten Weltkrieg am 6. April 1917 wurde er im Juni 1918 zu der in Frankreich eingesetzten 4. Division (4th Division) versetzt, die zunächst von Generalmajor John L. Hines sowie danach von Generalmajor George H. Cameron kommandiert wurde. Dort erfolgte während seiner Teilnahme an der Maas-Argonnen-Offensive (26. September bis 11. November 1918) im Oktober 1918 die Verleihung des vorübergehenden Rang eines Majors (Temporary Major).
Nach seiner Rückkehr war Almond zwischen 1919 und 1923 Dozent für Militärwissenschaften am Marion Military Institute in Marion und unterrichtete dort nach seinem Besuch der US Army Infantry School in Fort Benning erneut von 1924 bis 1928 und erhielt im August 1928 seine Beförderung zum Major. Nachdem er 1930 die Command and General Staff School (CGSS) in Fort Leavenworth abgeschlossen hatte, fand er zwischen 1930 und 1934 Verwendung als Kommandeur eines Bataillons der Philippine Scouts auf den Philippinen. Nach seiner Rückkehr war er Absolvent des US Army War College (USAWC) in Carlisle und im Anschluss von 1934 bis 1938 Stabsoffizier in der Nachrichtendienst-Abteilung des Generalstabes des Heeres. Am 1. September 1938 wurde er zum Oberstleutnant (Lieutenant Colonel) befördert und absolvierte anschließend einen Lehrgang am Naval War College (NWC) in Newport, den er 1940 abschloss. Daraufhin wurde er im Januar Assistierender Chef des Stabes für Planung und Operation (Assistant Chief of Staff (G-3)) des VI. Korps (VI Corps) und bekam am 14. Oktober 1941 den vorübergehenden Rang eines Obersts (Temporary Colonel) der Army of the United States.

### Zweiter Weltkrieg

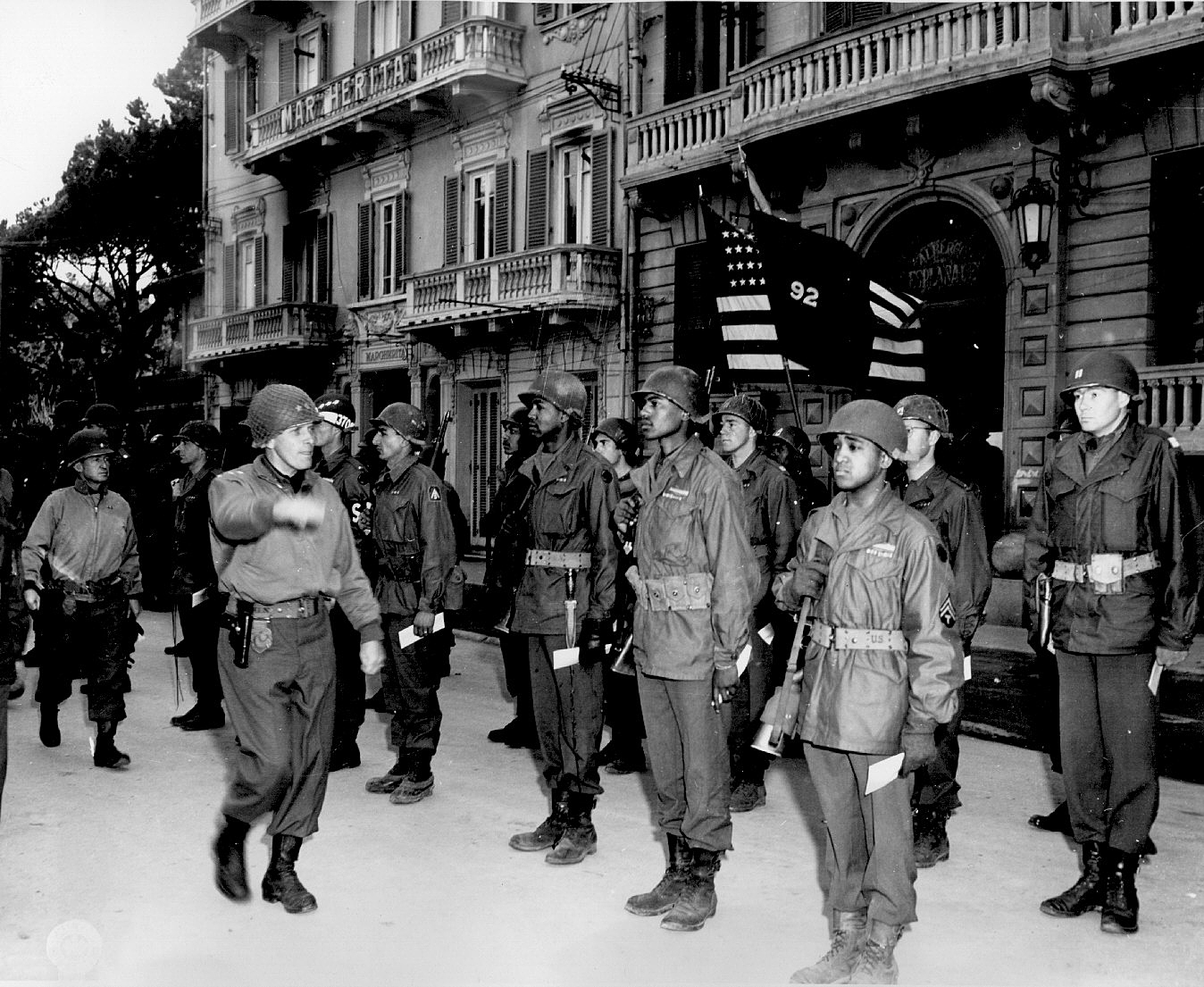
Generalmajor Edward Almond als Kommandeur der in Italien eingesetzten 92. Infanteriedivision bei einer Truppeninspektion (März 1945)

Nach dem Angriff auf Pearl Harbor am 7. Dezember 1941 und dem Eintritt der Vereinigten Staaten in den Zweiten Weltkrieg am darauf folgenden 8. Dezember 1941 wurde Edward Almond am 12. Januar 1942 Chef des Stabes des VI. Korps. Er wurde am 15. März 1942 Brigadegeneral der Army of the United States und fungierte daraufhin zwischen März und August 1942 als Assistierender Kommandeur der in Arizona stationierten 93. Infanteriedivision (93rd Infantry Division), den sogenannten The Blue Helmets. Im Anschluss wurde er im August 1942 Kommandeur der im Aufbau befindlichen 92. Infanteriedivision (92nd Infantry Division), die den Ehrennamen Buffalo Soldier trug. Er erhielt am 23. September 1942 den Rang eines Generalmajor der Army of the United States und wurde nach Beendigung der Ausbildung der 92. Infanteriedivision im August 1944 nach Italien verlegt, wo er am Italienfeldzug teilnahm. Nach einem Angriff an der Italienischen Riviera in Richtung Massa befand sich sein Verband in einer mehrmonatigen unentschiedenen Schlacht (Seesaw Battle) gegen die deutsche Wehrmacht entlang des Serchiotals.
Im April 1945 wurde im Rahmen der Operation Grapeshot genannten Frühlingsoffensive ein von dem zur 92. Infanteriedivision gehörenden 442. Infanterieregiment angeführter Hauptvorstoß unternommen. In dessen Verlauf gelang die Einnahme von La Spezia und der Flankierung der Gotenstellung, wodurch der Weg zum Potal eröffnet wurde. Zum Zeitpunkt der deutschen Aufgabe am 2. Mai 1945 hielt die von Almond kommandierte 92. Infanteriedivision die Küste nördlich von Genuza. 1945 erhielt er erstmals die Army Distinguished Service Medal sowie darüber hinaus am 10. Juli 1945 zwei Mal den Silver Star.

### Nachkriegszeit und Koreakrieg

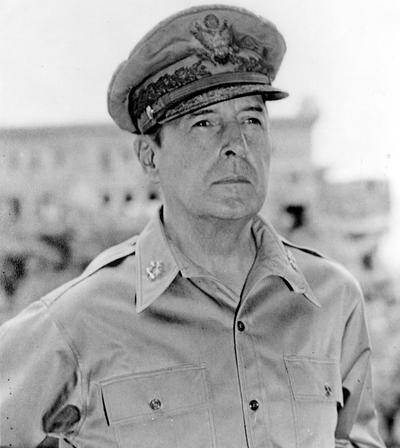
Während der Besatzungszeit in Japan und im Koreakrieg war Edward Almond ein enger Mitarbeiter von General Douglas MacArthur

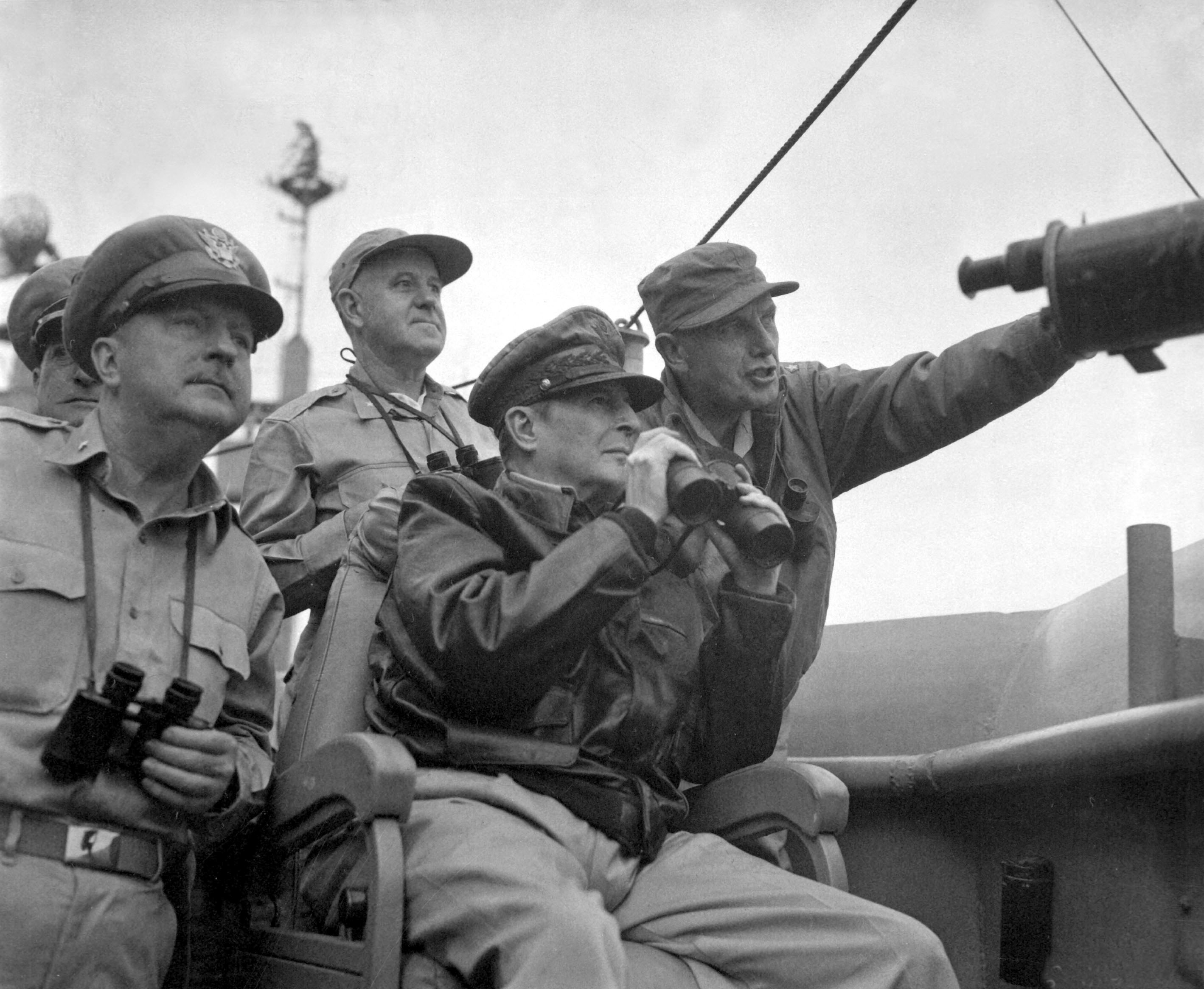
Brigadegeneral Courtney Whitney (links), General Douglas MacArthur und Generalmajor Edward Almond (rechts) beobachten zu Beginn der Operation Chromite von der USS Mount McKinley aus den Beschuss Incheons (15. September 1950)

Nach Kriegsende kehrte Ned Almond im August 1945 in die USA zurück und war zwischen dem 17. September 1945 und Juni 1946 Kommandeur der 2. Infanteriedivision (2nd Infantry Division). Dort erfolgte am 1. November 1945 seine Beförderung zum Oberst (Colonel). Im Juni 1946 wechselte er in das Hauptquartier von General Douglas MacArthur nach Tokio, wo er zunächst während der Besatzungszeit in Japan Assistierender Chef des Stabes der US-Landstreitkräfte im Pazifikraum (Assistant Chief of Staff, US Army Forces Pacific) wurde. Im Anschluss war er dort zwischen November 1946 und Januar 1947 erst Stellvertretender Chef des Stabes der US-Landstreitkräfte im Pazifikraum (Deputy Chief of Staff, US Army Forces Pacific) sowie danach von Januar 1947 bis Februar 1949 Stellvertretender Chef des Stabes des US-Kommandos Fernost (Deputy Chief of Staff, Far East Command). Dort erfolgte am 24. Januar 1948 seine Beförderung zum Generalmajor (Major-General), wobei diese Beförderung auf den 17. September 1944 zurückdatiert wurde. Als solcher wurde er im Februar 1949 schließlich Chef des Stabes des US-Kommandos Fernost (Deputy Chief of Staff, Far East Command) und hatte diesen Posten bis zum 26. August 1950 inne.
Kurz nach Ausbruch des Koreakrieges wurde Edward Almond am 26. August 1950 Kommandierender General des neu aufgestellten X. Korps (X Corps), das aus zwei unvollständigen Divisionen und anderen gemischten Einheiten bestand. Die Mission des X. Korps war die Ausführung von MacArthurs Plan für die Operation Chromite genannte Landung bei Incheon an der Westküste der Koreanischen Halbinsel. Die Landung, die von den Verbänden der US Navy unter Admiral Arthur Dewey Struble durchgeführt wurde, fand am 15. September 1950 statt. Das X. Korps nahm rasch Seoul ein und verband sich mit der Achten US-Armee (Eighth US Army) unter Generalleutnant Walton Walker. Beide Verbände bewegten sich nach Norden, wo sie sich einem 120.000 Soldaten starken Verband der Koreanischen Volksarmee (KVA) gegenübersahen. Im Oktober 1950 wurde das X. Korps auf dem Seeweg um die Koreanische Halbinsel verlegt und landete an der Ostküste von Nordkorea in Wŏnsan. Nachdem das I. Korea von Streitkräfte Südkoreas in Almonds X. Korps eingegliedert worden war, drang der Verband Richtung Norden vor und erreichte am 21. November 1950 die Grenze zur Volksrepublik China am Yalu. Heftige Gegenangriffe der chinesischen Volksbefreiungsarmee zwangen jedoch die Truppenverbände der Vereinten Nationen (UN) am 25. November 1950 zum Rückzug. Für seine Verdienste wurde ihm am 23. Oktober 1950 erstmals das Distinguished Service Cross verliehen.
Am 11. Dezember 1950 konzentrierte sich das X. Korps im Hafen von Hŭngnam und wurde von dort nach Busan in Südkorea ausgeschifft. Dabei handelte es sich um eine große Operation mit der Verlegung von 105.000 Soldaten mit Material zur Eingliederung in die Achte US-Armee. Zugleich wurden 100.000 Flüchtlinge evakuiert. Nach dem Wiedererreichen der Front im östlichen Mittelkorea war das X. Korps ein zentraler Bestandteil der UN-Verteidigung und nahm an der allmählichen Rückeroberung sowie Geländegewinnen im Rahmen der Operation Killer entlang des 38. Breitenkreises teil. Am 13. Februar 1951 wurde er Generalleutnant der Army of the United States, wobei diese Beförderung auf den 12. Februar 1950 zurückdatiert wurde. Am 28. Mai 1951 wurde ihm ein weiteres Mal das Distinguished Service Cross verliehen. Am 15. Juli 1951 wurde er im Zuge der Entlassung von General MacArthur durch Präsident Truman als Kommandierender General des X. Korps von Generalleutnant Clovis E. Byers abgelöst. Am 9. August 1951 wurde ihm zum zweiten Mal die Army Distinguished Service Medal verliehen. Für seine Verdienste im Koreakrieg wurde er ferner mit dem Legion of Merit sowie drei Mal mit dem Distinguished Flying Cross ausgezeichnet.
Nach seiner Rückkehr in die USA war Ned Almond vom 31. August 1951 bis zum 12. Juni 1952 Kommandant des US Army War College sowie zuletzt vom 12. Juni 1952 bis zum 1. Januar 1953 Kommandierender General der Carlisle Barracks in Carlisle. Mit seiner Versetzung in den Ruhestand am 31. Januar 1953 wurde er zum Generalleutnant (Lieutenant-General) befördert. Er engagierte sich von 1961 bis 1968 als Präsident des Virginia Military Institute.
Aus seiner Ehe mit Margaret Crook Almond gingen die Tochter Margaret Mallory Almond Fergusson sowie der Sohn Edward Mallory Almond, Jr. hervor, der als Hauptmann und Chef der L-Kompanie des 157. Infanterieregiments am 19. März 1945 in Frankreich fiel. Er selbst wurde nach seinem Tode auf dem Nationalfriedhof Arlington beigesetzt.

## Auszeichnungen
Auswahl der Dekorationen, sortiert in Anlehnung an die Order of Precedence of Military Awards:
- Distinguished Service Cross (2 ×)
- Army Distinguished Service Medal (2 x)
- Silver Star (2 x)
- Legion of Merit
- Distinguished Flying Cross (3 x)
- Bronze Star (2 x)
- Air Medal (16 x)

| Personendaten    | Personendaten                                                |
| ---------------- | ------------------------------------------------------------ |
| NAME             | Almond, Edward                                               |
| ALTERNATIVNAMEN  | Almond, Edward Mallory (vollständiger Name); Ned (Spitzname) |
| KURZBESCHREIBUNG | US-amerikanischer Generalleutnant der US Army                |
| GEBURTSDATUM     | 12. Dezember 1892                                            |
| GEBURTSORT       | Luray, Page County, Virginia, Vereinigte Staaten             |
| STERBEDATUM      | 11. Juni 1979                                                |
| STERBEORT        | Anniston, Calhoun County, Vereinigte Staaten                 |